# Eduard Alexander von der Brüggen

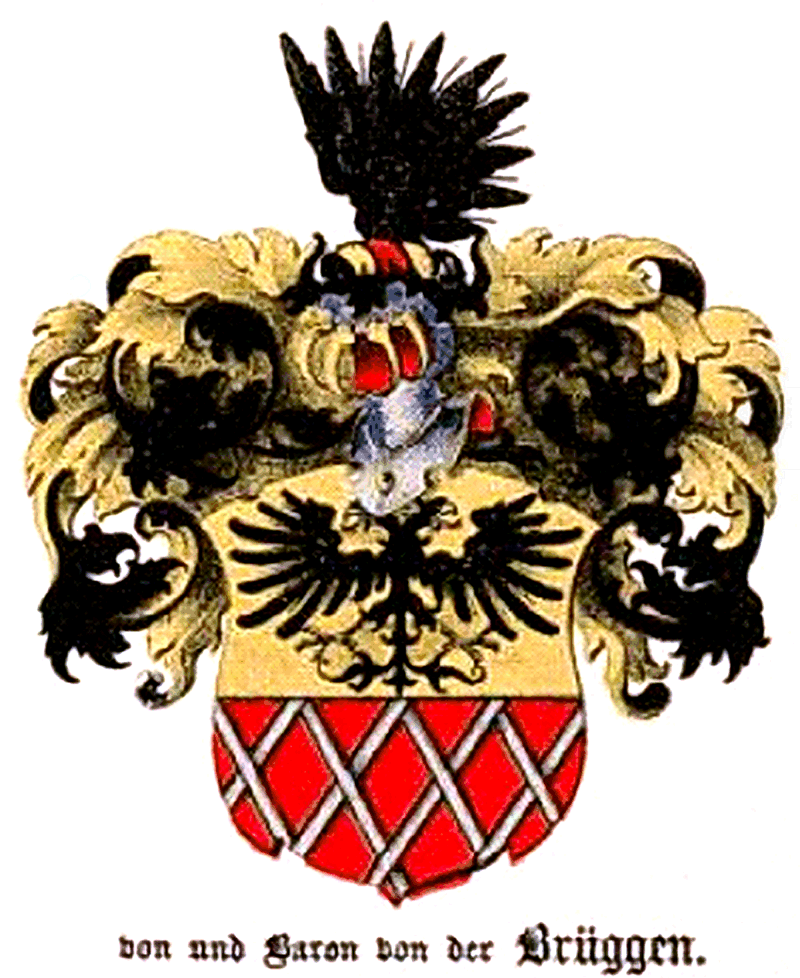
Wappen der deutsch-baltischen Adelsfamilie „von der Brüggen“

Eduard Alexander Magnus Theophil Baron von der Brüggen (* 4. Januar 1822 in Arishof, Kurland; † 25. Januar 1896 in Mitau) war seit 1862 Baron und Herr auf Arishof. Er war ein Landespolitiker in Kurland, bekleidete mehrere hohe Ämter und setzte sich für die Kunst und Literatur im Gouvernement Kurland ein.

## Leben

### Herkunft und Familie
Alexander Eduard v.d. Brüggen stammte aus dem deutsch-baltischen Adelsgeschlecht von der Brüggen. Sein Vater war der russische Leutnant Julius Magnus von der Brüggen (1790–1859), der mit Charlotte von Fircks aus dem Hause Heyden (1799–1832) verheiratet war, Eduard blieb ledig.

### Werdegang
Alexander v.d.B. besuchte von 1836 bis 1840 das Gouvernements-Gymnasium in Mitau. Danach studierte er bis 1842 an der Kaiserlichen Universität Dorpat und von 1846 bis 1852 in Berlin. Nach dem erfolgreichen Staatsexamen wurde er Assessor am Oberhauptmann-Gerichts in Grobin. Man wählte ihn für die Jahre 1856–1859 zum Hauptmann in Grobin, dem schloss sich bis 1862 das Amt des Oberhauptmanns in Mitau an.
Für die Jahre 1875 bis 1878 wurde er zum Landmarschall in Kurland gewählt, danach war er bis 1879 Oberburggraf, dann bis 1887 herzoglicher Kanzler und letztlich bis 1889 Landhofmeister des kurländischen Oberhofgerichts. Zwischen den Jahren 1868 bis 1890 war er weltlicher Beisitzer im kurländischen Konsistorium, deren Präsident er auch zeitweilig war, gleichzeitig war er in mehreren Amtsperioden Landbotenmarschall und insgesamt drei Mal Direktor der Brüderlichen Konferenz. 1881 berief man ihn zum Ehrenkurator des Gymnasiums in Mitau und seit 1891 war er Direktor des Mitauschen Bezirkskomitees der Evangelisch-lutherischen Unterstützungskasse. Er war auch Autor einiger Artikel in den Baltischen Monatsschriften. Als Förderer der Kultur und Literatur war er von 1869 bis 1876 und 1876 bis 1893 Präsident und 1891 Ehrenmitglied der Kurländischen Gesellschaft für Literatur und Kunst, darüber hinaus war er von 1882 bis 1892 Direktor des Kurländischen Provinzialmuseums.